# USS Gettysburg (CG-64)
El USS Gettysburg (CG-64), bautizado así en honor a la batalla de Gettysburg, es un crucero lanzamisiles de la clase Ticonderoga de la Armada de los Estados Unidos.

## Construcción
Ordenado el 8 de enero de 1986, iniciado en el Bath Iron Works (Maine) el 17 de agosto de 1988. Fue botado el 22 de julio de 1989 y asignado el 22 de septiembre de 1991.

## Historial de servicio

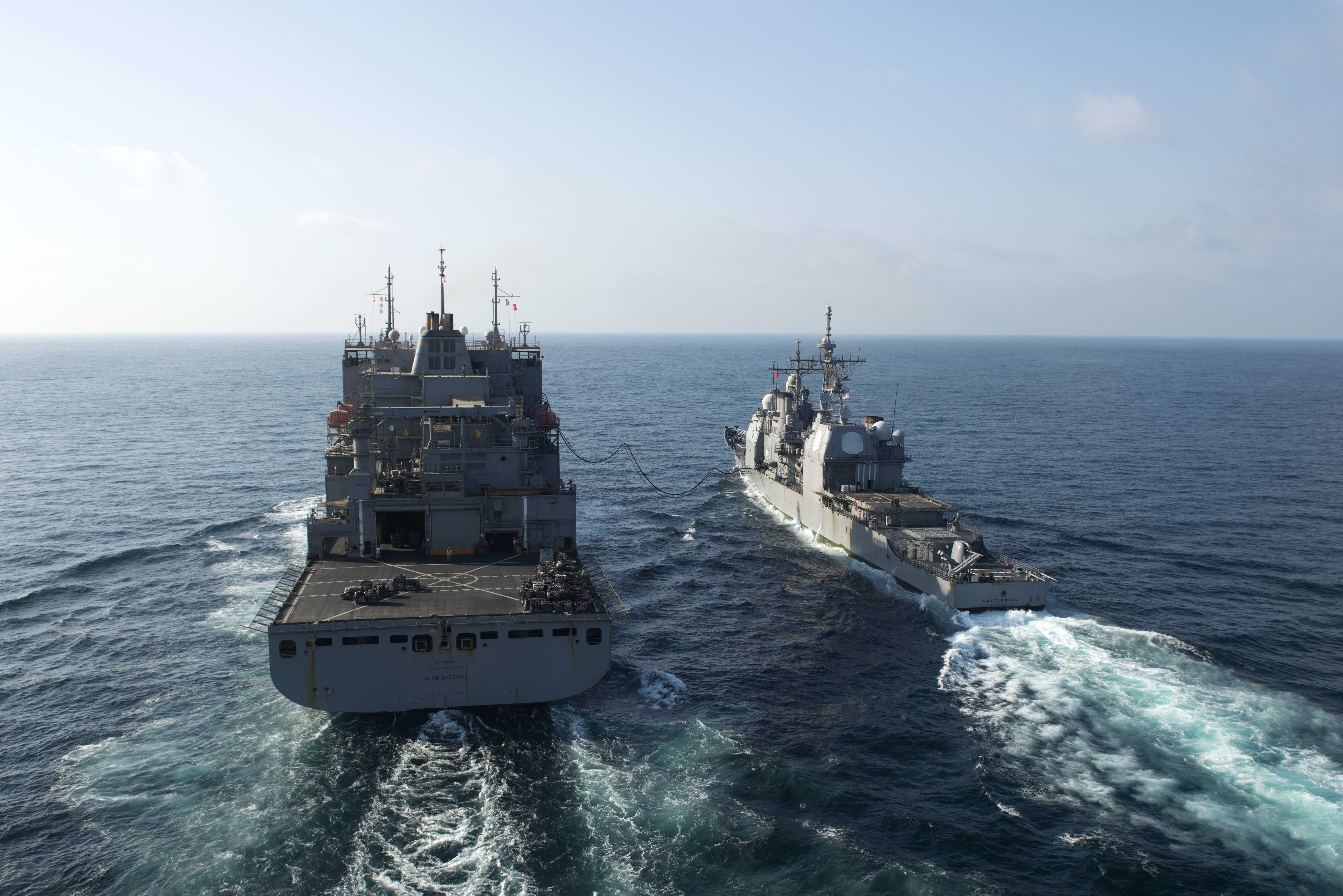
El Gettsyburg repostando en el año 2013.

Su apostadero es la base naval de Norfolk (Virginia) y forma parte de la Naval Surface Force Atlantic.
https://www.tagesschau.de/ausland/asien/us-militaer-kampfflugzeug-100.html
Friedly fire in 2024

## Nombre
Su nombre USS Gettysburg honra a la batalla de Gettysburg (1863) de la guerra civil estadounidense.